# Benedicte Van der Maar
Benedicte Van der Maar (francès: Bénédicte Van der Maar)  (París, octubre 1968) és una fotògrafa i artista francesa.

## Biografia
Van der Maar va néixer a París. Va entrar al món de la fotografia d'estudi com a ajudant del fotògraf Jean-Loup Sieff. Després va fer retrats d'amics, actors i ballarins, que es van exposar a la ciutat de Montrouge. Va fotografiar a Nova York, Itàlia, Israel i l'Índia. L'any 2002 va establir la seva residència a París. L'any 2007 "La Galerie Le Simoun" va veure les seves "Acumulations" i va exposar la seva obra a París. El 2008, el diari France-Soir va publicar la seva fotografia titulada The New Yorker. La sèrie de fotografia conceptual Fragile es va exhibir a l'exposició la Nuit de la Photographie Contemporaine a París.
El 2010, l'obra de Van der Maar es va mostrar per Pierre Cornette de Saint-Cyr en una subhasta francesa d'art contemporani.
Va viatjar a Haití per fotografiar les batalles diàries a Sun City. "Les Enfants du Cholera" es va emetre per Metges Sense Fronteres.
El 2011 Van der Maar va seguir el "Petit Buda" a la selva del Nepal. El seu assaig fotogràfic es va publicar com a difusió a Paris Match.

## Treballs

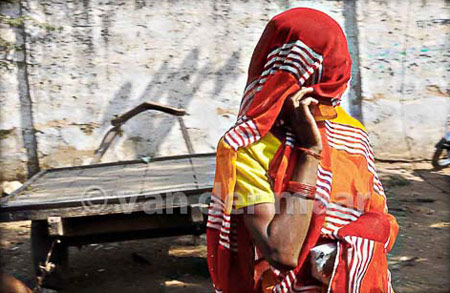
Van der Maar, Hidden, 2007

L'obra de Van der Maar és una reflexió sobre el paper de la dona en la societat, vista des de diferents cultures. "La seva fotografia s'ocupa de l'ésser humà [ sic ] a les diferents regions del món. […] Amb les seves obres Benedicte van der Maar ocupa una forta posició en la nova fotografia figurativa i social francesa contemporània." escriu el comissari alemany Martin Leyer-Pritzkow.
Van der Maar se centra en la fragilitat, en temes humans. En els seus retrats, representa qüestions socials, econòmiques i culturals, també exposa la discriminació, com l'explotació i l'esclavitud de dones i nens.
"M'interessen els drets humans, sobretot els drets de les dones. Les dones són fortes però el seu estatus és fràgil. Ho podem comprovar a tot arreu. La visió de l'home és diferent en cada cultura, filosofia o religió, per això l'existència de la dona és diferent cada vegada. Per això és fràgil, perquè viu "segons... ". La moda i la publicitat sempre retraten una idea sublim de la dona, mai arribem a veure el dia a dia. Aquest és el meu tema", explica la fotògrafa en una entrevista per a l'exposició "The Woman" a Versus & Versus Gallery, 2014.

## Exposicions
- 2007 What Else, exposició individual, Galerie La Simoun, París, França.[15]
- 2009 Ils exposent pour la vie, exposició col·lectiva, Ajuntament,[16] París, França.
- 2010 Escultura fràgil, exposició col·lectiva, Galerie Maubert,[17] París, França.
- 2015 Good Earth, exposició col·lectiva per a la COP21 i la Fundació GoodPlanet, Earth Gallery, París.[18]